# Títulos y apelativos de la monarquía francesa
Hasta mediados del siglo XVI, los miembros de la casa de Francia eran llamados simplemente monseigneur, seguido del título de su apanage. A partir del siglo XVI, se multiplican y sobre todo se sistematizan los títulos de los príncipes conforme su cercanía al rey. De forma que comienzan en las actas y escrituras oficiales largos títulos, como por ejemplo Felipe el Bueno era nombrado en estas como: Muy elevado, muy poderoso, muy excelente y muy magnánimo príncipe monseñor Felipe, duque de Borgoña... En lo sucesivo y hasta los siglos XVIII y XIX, los usos de los mismos se afinan y evolucionan en distintas funciones y modos conforme al uso y a la voluntad real.
A partir de finales del siglo XVI, a los miembros de la Casa de Francia se les designa de forma general, con una serie de expresiones unívocas, que son usadas en función del género, el parentesco con el monarca y la cercanía al trono en el orden sucesorio. Los apelativos son utilizados de forma corriente y que llegan en ocasiones a incluirse en todas las esferas de la vida, salvo en escrituras o documentos públicos donde se refleja al completo el título del príncipe o princesa. Se aplicaban estos apelativos tanto a los miembros estrictos de la Familia Real, como a los llamados "príncipes de sangre" (princes du sang). En caso de no ostentar el príncipe un apelativo unívoco propio, se usaría en el caso de los varones el monseñor seguido de su título de apanage o de su título, en el caso de las princesas, salvo las hijas del rey, quienes eran conocidas por mademoiselle, seguidas por lo que el rey les señale al nacer, de entre los títulos de su padre, por ejemplo mademoiselle de Montpensier (el título de duque de Montpensier se encontraba entre los ostentados por su padre Felipe II, duque de Orlèans). En cuanto a las menciones hechas a la sucesión al trono, la Corona francesa se trasmite únicamente de varón en varón, habido de forma legítima.
El conocimiento de estas expresiones es a menudo necesario para comprender los textos de autores como Retz, Saint-Simon, marquesa de Sévigné o la condesa de Boigne.

## La familia real de Francia
Entre el siglo XVI y 1830, la familia real de Francia en sentido estricto, estaba compuesta del rey, de su mujer (la reina), de su madre (la reina madre), de sus hijos e hijas, de las mujeres de sus hijos, de sus hermanos y de sus hijos e hijas solteras, así como en su caso, la mujer, hijas solteras e hijos varones del hijo primogénito del rey y de los miembros stricto sensu de las familias reales de reyes de Francia ya fallecidos.
El orden de dignidad o de préséance (precedencia) de los príncipes era, según el uso francés:
- el rey;
- la reina;
- las reinas viudas;
- los hijos de Francia (fils de France), sus esposas respectivas y sus hijas;
- las hijas de Francia (filles de France) solteras (las hijas casadas y sus niñas forman parte de la familia de su esposo);
- los nietos de Francia (petit-fils de France) y sus esposas;
- las nietas de Francia (petit-filles de France).

Posteriormente en orden de su cercanía a la sucesión dinástica, dentro de la Casa de Francia, pero no de la Familia Real estrictamente, se encontrarían:
- los príncipes de sangre.

## Patronímicos y títulos

### Patronímicos
El rey y la reina de Francia no tenían patronímico (apellido), lo perdían en su acceso al trono. Firmaban solo con su nombre, sin ordinal. Este vacío condujo a los revolucionarios a darles el patronímico Capeto (Capet), retomando el sobrenombre de su primer antepasado masculino conocido.
Los hijos e hijas de Francia llevaban el patronímico «de Francia». Los nietos y nietas de Francia llevaban como patronímico el nombre del apanage (título) de su padre (es decir del hijo de Francia). Si un hijo de Francia tenía descendencia por línea masculina, este tomaría como nombre el nombre de su apanage como en el caso de la Casa de Orleans, que descienden de Felipe, hijo de Francia, duque de Orleans. 
Los príncipes de sangre tenían como patronímico el nombre del apanage del hijo de Francia del que descendían.

### Títulos ordinarios
- Delfín de Francia (dauphin de France): título relacionado con la posesión del Delfinado (Dauphiné), era llevado por el hijo primogénito del rey, o en caso de haber muerto éste, por el siguiente varón en el orden sucesorio.[1]

- Hijos de Francia (fils et filles de France): título concedido en Francia respectivamente a los hijos e hijas nacidos en legítimo matrimonio de un rey de Francia. Asimismo, los hijos del delfín y los hijos del hijo mayor del delfín eran hijos de Francia, y no nietos de Francia o príncipes de la sangre.[2][3] (Ver categoría.)

- Nietos y nietas de Francia (petit-fils et petit-filles de France): título concedido respectivamente a los hijos e hijas legítimos de un hijo de Francia además que aquellos del delfín y de los hijos mayores de este último. Este título fue creado a petición de Gastón de Orleans (1608-1660) con el fin de dar una precedencia a su hija frente a las princesas de la sangre.[4][1] (Ver categoría.)
- Príncipe y princesa de sangre (prince et princesse de sang): son cualquier descendiente por vía masculina legitima de un rey de Francia.[1] (Ver categoría.)

Aun no formando parte en sentido estricto de la casa de Francia, es necesario tener en cuenta los siguientes casos:
- Legitimados y legitimadas de Francia (legitimés et legitimées de France): son aquellos hijos ilegítimos del rey, que este reconoce como únicamente suyos y sin madre conocida, siendo este reconocimiento registrado en el Parlamento de París.[1] (Ver categoría.)
- Los príncipes descendientes de un legitimado de Francia, son aquellos descendientes por vía masculina legítima de un legitimado de Francia. (Ver categoría.)

### Predicados
- El rey de Francia se hacía llamar sire, y no Majestad como los soberanos ingleses. Su Majestad (Sa Majesté) en cambio sí era utilizado para mencionar al rey en tercera persona por parte de sus súbditos. Su Majestad Cristianísima era la forma correcta de referirse al rey de Francia en el ámbito diplomático o en caso de dirigirse al mismo un súbdito de otro soberano.[1]
- Los miembros masculinos de la Familia Real se hacían llamar monseigneur, y no alteza como en ciertas cortes extranjeras. En cambio, para mencionar un miembro de la Familia Real en tercera persona, se habla de Su Alteza Real (Son Altesse Royale). Hasta el siglo XIX, no se utilizaba el predicado de Alteza Real para las hijas y nietas de Francia, sino que se dirigía siempre a ellas con un madame, simplemente.[1]

- Los príncipes de sangre ostentaron el predicado de Alteza Serenísima (Son Altesse Sérénissime) hasta 1824, cuando Carlos X al día siguiente a su ascenso al trono, les concedió el predicado de Alteza Real.[1][5]
- Los legitimados de Francia y los príncipes descendientes de los mismos usan asimismo el predicado de Alteza Serenísima.[1][6][7][8][9][10][11][12][13][14]

## Apelativos

### Apelativos de la familia real.
- Monseigneur
  - Este título, que es abreviación de Monseigneur le dauphin, cuando es usado en sentido absoluto designa a Luis de Francia (1661-1711),[15] llamado también el "Gran Delfín" (Grand Dauphin) para distinguirlo de su hijo, Luis, que fue delfín a la muerte de su padre y al continuar vivo su abuelo, Luis XIV. El Gran Delfín era el único hijo superviviente de Luis XIV y de su esposa María Teresa de Austria, además de abuelo de Luis XV.

- Monsieur
  - Es el mayor de los hermanos varones menores del rey, en caso de tenerlos (ver categoría).
  - Ejemplos :
    - Gastón de Francia (1608-1660), hermano de Luis XIII. También llamado Grand Monsieur a partir de 1640 para diferenciarlo del hermano de Luis XIV.
    - Felipe de Francia (1640-1701), hermano de Luis XIV, también llamado Petit Monsieur hasta 1660, en que muere Gastón de Francia, entonces se llamará simplemente Monsieur. Fue el fundador de la casa de Orleans, esposo de Enriqueta María de Inglaterra y después de la princesa palatina Isabel Carlota del Palatinado (1652-1722).
    - Durante el reinado de Luis XVI, Monsieur designa al conde de Provenza (1755-1824), futuro Luis XVIII.
    - Durante el reinado de Luis XVIII, Monsieur designa al conde de Artois (1757-1836), futuro Carlos X.

- Madame[16]
  - En principio es la mujer de Monsieur.(Ver categoría.)
    - Ejemplos:
    - María de Borbón, duquesa de Montpensier, esposa de Gastón de Francia, hermano de Luis XIII. Madame desde su matrimonio 1626 a su muerte en 1627.
    - Margarita de Lorena, segunda esposa del mismo. Madame desde la validación de su matrimonio en 1643 hasta su muerte en 1673 (viuda desde1660).
    - Enriqueta María de Inglaterra, esposa de Felipe, hermano de Luis XIV. Madame desde su matrimonio en 1661 a su muerte 1670.
    - Isabel Carlota del Palatinado, segunda esposa del mismo. Madame desde su matrimonio con Monsieur en 1671 a su muerte en 1722.
    - Maria Josefa de Saboya, esposa de Luis Estanislao, conde de Provenza, siguiente hermano varón de Luis XVI. Madame de 1771 a 1795, en que su marido accede al trono, de iure.
    - María Teresa de Saboya, esposa de Carlos, conde de Artois, siguiente hermano varón de Luis XVIII. Madame de 1795 a su muerte en 1805.

  - No obstante, este título se ha utilizado, en caso de no haber Monsieur, para la princesa de mayor importancia después de la delfina, en caso de que hubiese una.
    - Ejemplos:
    - Luisa de Saboya, duquesa de Angulema, de Anjou y condesa de Maine, madre de Francisco I de Francia. Madame de 1515 a 1531.
    - María Teresa de Francia, hija de Luis XVI, casada con su primo Luis Antonio de Artois, duque de Angulema. Madame de 1805 a 1824, al convertirse su marido en delfín.
    - María Carolina de Nápoles y Sicilia, casada con Carlos Fernando de Artois, duque de Berry. Madame de 1824 a 1870.
- Madame Première
  - Nombre llevado por Isabel de Francia, hija primogénita de Luis XV, también raramente llamada Madame o Madame Royale. Las hijas siguientes llevarán los nombres de Madame Seconde, Madame Troisieme, etc, o estarán designados por el apelativo «Madame» seguida de su nombre (Madame Victoire).

- Madame Royale
  - Es la hija de mayor edad del rey cuando el título de Madame está llevado por la esposa de Monsieur. Pierde en principio este título al casarse.
  - Ejemplos :
    - Cristina de Francia, hija de Enrique IV.
    - María Teresa de Francia, hija de Luis XVI.

  - Algunos autores utilizan en ocasiones, este título para designar princesas de ramas colaterales, a pesar de que el título de Mademoiselle es el que realmente les corresponde. Lo usan en ocasiones para referirse a Ana María de Orleans (1669-1728) o Isabel Carlota de Orleans (1676-1744), consecutivamente hija soltera mayor de Monsieur, hermano de Luis XIV. Parecen guardar el título después de su matrimonio si casan con un noble de rango inferior como en el caso de Cristina de Francia, duquesa de Saboya, hija de Enrique IV.
- Mademoiselle[16]
  - Hija mayor de Monsieur, o en caso de no existir alguna, aquella nieta de Francia cuyo hermano varón (en caso de existir, o en el caso hipotético de tener alguno) se encontrase más cercano al rey en el orden de sucesión. En caso de no existir ninguna de las anteriores, era llevado por la princesa de sangre soltera existente cuyo padre era el príncipe de sangre más cercano al trono con una hija soltera. En último caso de no cumplirse los tres casos anteriores era mantenido por la anterior titular, en tanto permaneciese soltera. En todo caso, reciben este apelativo únicamente hasta su matrimonio. (Ver categoría.)
  - Lista completa:
    - Ana María Luisa de Orleans, duquesa de Montpensier, Mademoiselle de 1627 a 1662. Como hija soltera mayor de Monsieur.
    - María Luisa de Orleans, Mademoiselle de 1662 a 1679. Como hija soltera mayor de Monsieur.
    - Ana María de Orleans, Mademoiselle del 1679 a 1684. Como hija soltera mayor de Monsieur.
    - Isabel Carlota de Orleans, Mademoiselle desde 1684 a 1698. Como hija soltera mayor de Monsieur.
    - María Luisa Isabel de Orleans, Mademoiselle desde 1698 a 1710. Como hija soltera mayor del primer príncipe de sangre.
    - Luisa Adelaida de Orleans, Mademoiselle desde 1710 al 16 de junio de 1714 y del 17 de junio de 1714 a 1718. Como hija soltera mayor del primer príncipe de sangre. (Cesó en 1718 al tomar estado religioso)
    - María Luisa Isabel de Alençon, Mademoiselle en su breve vida, desde el 16 de junio de 1714  hasta el 17 de junio de 1714. Como nieta de Francia cuyo hermano varón era el nieto de Francia más cercano al Rey en el orden de sucesión.
    - Carlota Aglaé de Orleans, Mademoiselle desde 1718 a 1720. Como hija soltera mayor del primer príncipe de sangre.
    - Luisa Isabel de Orleans, Mademoiselle desde 1720 a 1722. Como hija soltera mayor del primer príncipe de sangre.
    - Luisa María de Orleans, Mademoiselle desde 1726 a 1728. Como hija soltera mayor del primer príncipe de sangre.
    - Felipa Isabel de Orleans, Mademoiselle desde 1728 a 1734. Como hija soltera mayor del primer príncipe de sangre.
    - Luisa Ana de Condé, Mademoiselle desde 1734 al 13 de julio de 1745  y del 14 de diciembre de 1745 a 1750. Como princesa de sangre soltera mayor existente cuyo padre era el príncipe de sangre más cercano al trono con una hija soltera. (Luis XV le concede el apelativo en 1734 por primera vez para una princesa en esta situación).
    - N de Orlèans, Mademoiselle en su breve vida, desde el 13 de julio de 1745  hasta el 14 de diciembre de 1745. Como princesa de sangre soltera mayor existente cuyo padre era el príncipe de sangre vivo más cercano al trono con una hija soltera.
    - Luisa María Teresa Batilde de Orleans, Mademoiselle desde 1750 a 1770. Como princesa de sangre soltera mayor existente cuyo padre era el príncipe de sangre vivo más cercano al trono con una hija soltera.
    - Luisa Adelaida de Condé, Mademoiselle de 1770 a 1776. Como princesa de sangre soltera mayor existente cuyo padre era el príncipe de sangre vivo más cercano al trono con una hija soltera.
    - Sofia de Artois, Mademoiselle de 1776 a 1783. Como nieta de Francia cuyo hermano varón era el nieto de Francia más cercano al rey en el orden de sucesión.
    - Eugenia Adelaida Luisa de Orleans, Mademoiselle de 1783 a 1814. Como hija soltera mayor del primer príncipe de sangre y luego como hermana mayor soltera del mismo, hasta el nacimiento de una hija del mismo.
    - Luisa María Teresa Carlota Isabel de Orlèans, Mademoiselle de 1814 a 1819.Como hija soltera mayor del primer príncipe de sangre.
    - Luisa de Artois, Mademoiselle de 1819 a 1845. Como nieta de Francia cuyo hermano varón era el nieto de Francia más cercano al rey en el orden de sucesión.

  - El apelativo de la Grande Mademoiselle corresponde únicamente para designar a Ana María Luisa de Orleans, duquesa de Montpensier, hija soltera mayor de Monsieur, tras 1662 en que nace María Luisa de Orleans.

### Recapitulación
|  |  |  |  |  |  |                                                          |                                                          |                                                          |                                                          |                                                          |                                                          |  |  |                                                               |                                                               |                                                               |                                                               |                                                               |                                                               |  |  |                                                                       |                                                                       |                                                                       |                                                                       |                                                                       |                                                                       |  |  |                                  |                                  |                                  |                                  |                                  |                                  |  |  |                                                         |                                                         |                                                         |                                                         |                                                         |                                                         |
|  |  |  |  |  |  |                                                          |                                                          |                                                          |                                                          |                                                          |                                                          |  |  |                                                               |                                                               |                                                               |                                                               |                                                               |                                                               |  |  |                                                                       |                                                                       |                                                                       |                                                                       |                                                                       |                                                                       |  |  |                                  |                                  |                                  |                                  |                                  |                                  |  |  |                                                         |                                                         |                                                         |                                                         |                                                         |                                                         |
|  |  |  |  |  |  | Rey de Francia (Roi de France)                           | Rey de Francia (Roi de France)                           | Rey de Francia (Roi de France)                           | Rey de Francia (Roi de France)                           | Rey de Francia (Roi de France)                           | Rey de Francia (Roi de France)                           |  |  | Monsieur Hermano mayor del rey                                | Monsieur Hermano mayor del rey                                | Monsieur Hermano mayor del rey                                | Monsieur Hermano mayor del rey                                | Monsieur Hermano mayor del rey                                | Monsieur Hermano mayor del rey                                |  |  | Madame Esposa de Monsieur                                             | Madame Esposa de Monsieur                                             | Madame Esposa de Monsieur                                             | Madame Esposa de Monsieur                                             | Madame Esposa de Monsieur                                             | Madame Esposa de Monsieur                                             |  |  |                                  |                                  |                                  |                                  |                                  |                                  |  |  |                                                         |                                                         |                                                         |                                                         |                                                         |                                                         |
|  |  |  |  |  |  | Rey de Francia (Roi de France)                           | Rey de Francia (Roi de France)                           | Rey de Francia (Roi de France)                           | Rey de Francia (Roi de France)                           | Rey de Francia (Roi de France)                           | Rey de Francia (Roi de France)                           |  |  | Monsieur Hermano mayor del rey                                | Monsieur Hermano mayor del rey                                | Monsieur Hermano mayor del rey                                | Monsieur Hermano mayor del rey                                | Monsieur Hermano mayor del rey                                | Monsieur Hermano mayor del rey                                |  |  | Madame Esposa de Monsieur                                             | Madame Esposa de Monsieur                                             | Madame Esposa de Monsieur                                             | Madame Esposa de Monsieur                                             | Madame Esposa de Monsieur                                             | Madame Esposa de Monsieur                                             |  |  |                                  |                                  |                                  |                                  |                                  |                                  |  |  |                                                         |                                                         |                                                         |                                                         |                                                         |                                                         |
|  |  |  |  |  |  |                                                          |                                                          |                                                          |                                                          |                                                          |                                                          |  |  |                                                               |                                                               |                                                               |                                                               |                                                               |                                                               |  |  |                                                                       |                                                                       |                                                                       |                                                                       |                                                                       |                                                                       |  |  |                                  |                                  |                                  |                                  |                                  |                                  |  |  |                                                         |                                                         |                                                         |                                                         |                                                         |                                                         |
|  |  |  |  |  |  |                                                          |                                                          |                                                          |                                                          |                                                          |                                                          |  |  |                                                               |                                                               |                                                               |                                                               |                                                               |                                                               |  |  |                                                                       |                                                                       |                                                                       |                                                                       |                                                                       |                                                                       |  |  |                                  |                                  |                                  |                                  |                                  |                                  |  |  |                                                         |                                                         |                                                         |                                                         |                                                         |                                                         |
|  |  |  |  |  |  | Delfín de Francia (Dauphin de France) Hijo mayor del rey | Delfín de Francia (Dauphin de France) Hijo mayor del rey | Delfín de Francia (Dauphin de France) Hijo mayor del rey | Delfín de Francia (Dauphin de France) Hijo mayor del rey | Delfín de Francia (Dauphin de France) Hijo mayor del rey | Delfín de Francia (Dauphin de France) Hijo mayor del rey |  |  | Delfina de Francia (Madame la dauphine) Esposa de Monseigneur | Delfina de Francia (Madame la dauphine) Esposa de Monseigneur | Delfina de Francia (Madame la dauphine) Esposa de Monseigneur | Delfina de Francia (Madame la dauphine) Esposa de Monseigneur | Delfina de Francia (Madame la dauphine) Esposa de Monseigneur | Delfina de Francia (Madame la dauphine) Esposa de Monseigneur |  |  | Hijos de Francia (Fils de France) Otros hijos del rey                 | Hijos de Francia (Fils de France) Otros hijos del rey                 | Hijos de Francia (Fils de France) Otros hijos del rey                 | Hijos de Francia (Fils de France) Otros hijos del rey                 | Hijos de Francia (Fils de France) Otros hijos del rey                 | Hijos de Francia (Fils de France) Otros hijos del rey                 |  |  | Madame Royale Hija mayor del rey | Madame Royale Hija mayor del rey | Madame Royale Hija mayor del rey | Madame Royale Hija mayor del rey | Madame Royale Hija mayor del rey | Madame Royale Hija mayor del rey |  |  | Hijas de Francia (Filles de France) Otras hijas del rey | Hijas de Francia (Filles de France) Otras hijas del rey | Hijas de Francia (Filles de France) Otras hijas del rey | Hijas de Francia (Filles de France) Otras hijas del rey | Hijas de Francia (Filles de France) Otras hijas del rey | Hijas de Francia (Filles de France) Otras hijas del rey |
|  |  |  |  |  |  | Delfín de Francia (Dauphin de France) Hijo mayor del rey | Delfín de Francia (Dauphin de France) Hijo mayor del rey | Delfín de Francia (Dauphin de France) Hijo mayor del rey | Delfín de Francia (Dauphin de France) Hijo mayor del rey | Delfín de Francia (Dauphin de France) Hijo mayor del rey | Delfín de Francia (Dauphin de France) Hijo mayor del rey |  |  | Delfina de Francia (Madame la dauphine) Esposa de Monseigneur | Delfina de Francia (Madame la dauphine) Esposa de Monseigneur | Delfina de Francia (Madame la dauphine) Esposa de Monseigneur | Delfina de Francia (Madame la dauphine) Esposa de Monseigneur | Delfina de Francia (Madame la dauphine) Esposa de Monseigneur | Delfina de Francia (Madame la dauphine) Esposa de Monseigneur |  |  | Hijos de Francia (Fils de France) Otros hijos del rey                 | Hijos de Francia (Fils de France) Otros hijos del rey                 | Hijos de Francia (Fils de France) Otros hijos del rey                 | Hijos de Francia (Fils de France) Otros hijos del rey                 | Hijos de Francia (Fils de France) Otros hijos del rey                 | Hijos de Francia (Fils de France) Otros hijos del rey                 |  |  | Madame Royale Hija mayor del rey | Madame Royale Hija mayor del rey | Madame Royale Hija mayor del rey | Madame Royale Hija mayor del rey | Madame Royale Hija mayor del rey | Madame Royale Hija mayor del rey |  |  | Hijas de Francia (Filles de France) Otras hijas del rey | Hijas de Francia (Filles de France) Otras hijas del rey | Hijas de Francia (Filles de France) Otras hijas del rey | Hijas de Francia (Filles de France) Otras hijas del rey | Hijas de Francia (Filles de France) Otras hijas del rey | Hijas de Francia (Filles de France) Otras hijas del rey |
|  |  |  |  |  |  |                                                          |                                                          |                                                          |                                                          |                                                          |                                                          |  |  |                                                               |                                                               |                                                               |                                                               |                                                               |                                                               |  |  |                                                                       |                                                                       |                                                                       |                                                                       |                                                                       |                                                                       |  |  |                                  |                                  |                                  |                                  |                                  |                                  |  |  |                                                         |                                                         |                                                         |                                                         |                                                         |                                                         |
|  |  |  |  |  |  |                                                          |                                                          |                                                          |                                                          |                                                          |                                                          |  |  |                                                               |                                                               |                                                               |                                                               |                                                               |                                                               |  |  |                                                                       |                                                                       |                                                                       |                                                                       |                                                                       |                                                                       |  |  |                                  |                                  |                                  |                                  |                                  |                                  |  |  |                                                         |                                                         |                                                         |                                                         |                                                         |                                                         |
|  |  |  |  |  |  | Hijos de Francia Hijo mayor del delfín                   | Hijos de Francia Hijo mayor del delfín                   | Hijos de Francia Hijo mayor del delfín                   | Hijos de Francia Hijo mayor del delfín                   | Hijos de Francia Hijo mayor del delfín                   | Hijos de Francia Hijo mayor del delfín                   |  |  | Niños de Francia (Enfants de France) Otros hijos del delfín   | Niños de Francia (Enfants de France) Otros hijos del delfín   | Niños de Francia (Enfants de France) Otros hijos del delfín   | Niños de Francia (Enfants de France) Otros hijos del delfín   | Niños de Francia (Enfants de France) Otros hijos del delfín   | Niños de Francia (Enfants de France) Otros hijos del delfín   |  |  | Nietos de Francia (Petits-enfants de France) Nietos agnaticos del rey | Nietos de Francia (Petits-enfants de France) Nietos agnaticos del rey | Nietos de Francia (Petits-enfants de France) Nietos agnaticos del rey | Nietos de Francia (Petits-enfants de France) Nietos agnaticos del rey | Nietos de Francia (Petits-enfants de France) Nietos agnaticos del rey | Nietos de Francia (Petits-enfants de France) Nietos agnaticos del rey |  |  |                                  |                                  |                                  |                                  |                                  |                                  |  |  |                                                         |                                                         |                                                         |                                                         |                                                         |                                                         |
|  |  |  |  |  |  | Hijos de Francia Hijo mayor del delfín                   | Hijos de Francia Hijo mayor del delfín                   | Hijos de Francia Hijo mayor del delfín                   | Hijos de Francia Hijo mayor del delfín                   | Hijos de Francia Hijo mayor del delfín                   | Hijos de Francia Hijo mayor del delfín                   |  |  | Niños de Francia (Enfants de France) Otros hijos del delfín   | Niños de Francia (Enfants de France) Otros hijos del delfín   | Niños de Francia (Enfants de France) Otros hijos del delfín   | Niños de Francia (Enfants de France) Otros hijos del delfín   | Niños de Francia (Enfants de France) Otros hijos del delfín   | Niños de Francia (Enfants de France) Otros hijos del delfín   |  |  | Nietos de Francia (Petits-enfants de France) Nietos agnaticos del rey | Nietos de Francia (Petits-enfants de France) Nietos agnaticos del rey | Nietos de Francia (Petits-enfants de France) Nietos agnaticos del rey | Nietos de Francia (Petits-enfants de France) Nietos agnaticos del rey | Nietos de Francia (Petits-enfants de France) Nietos agnaticos del rey | Nietos de Francia (Petits-enfants de France) Nietos agnaticos del rey |  |  |                                  |                                  |                                  |                                  |                                  |                                  |  |  |                                                         |                                                         |                                                         |                                                         |                                                         |                                                         |
|  |  |  |  |  |  | Niños de Francia Agnados cadetes                         | Niños de Francia Agnados cadetes                         | Niños de Francia Agnados cadetes                         | Niños de Francia Agnados cadetes                         | Niños de Francia Agnados cadetes                         | Niños de Francia Agnados cadetes                         |  |  |                                                               |                                                               |                                                               |                                                               |                                                               |                                                               |  |  | Príncipes de sangre (Princes du sang) Agnados                         | Príncipes de sangre (Princes du sang) Agnados                         | Príncipes de sangre (Princes du sang) Agnados                         | Príncipes de sangre (Princes du sang) Agnados                         | Príncipes de sangre (Princes du sang) Agnados                         | Príncipes de sangre (Princes du sang) Agnados                         |  |  |                                  |                                  |                                  |                                  |                                  |                                  |  |  |                                                         |                                                         |                                                         |                                                         |                                                         |                                                         |

### Apelativos de los príncipes de sangre
- Monsieur le Prince[17][18][19]
  - Es el apelativo del primer príncipe de sangre (prince du sang), es decir del príncipe más cercano a la sucesión al trono que no sea hijo o nieto de Francia. Hasta 1709 lo ostentaban los príncipes de Condé, de la casa de Condé, cuyo fundador era un Luis I de Borbón-Condé, tío de Enrique IV. Después de 1709 el apelativo no fue retomado por los duques de Orleans al convertirse estos en primeros príncipes de sangre.[20] (Ver categoría.)
  - Ejemplos :
    - Luis II de Borbón-Condé, dicho el Grande Condé (1621-1686).
    - Enrique Julio de Borbón-Condé (1643-1709), hijo del precedente.
    - Luis III de Condé (1668-1710), hijo del precedente.

- Monsieur le Duc[21]
  - Es el hijo primogénito de Monsieur le Prince. Después de 1709, tras haber pasado el apelativo de Monsieur le Prince al duque de Orléans (al convertirse en primer príncipe de la sangre), los príncipes de Condé conservarán hasta la extinción de su casa en 1830, el apelativo de Monsieur le Duc.[21] (Ver categoría.)

- Madame la Duchesse
  - Esposa de Monsieur le Duc. (Ver categoría.)
- Monsieur le prince-dauphin.
  - En 1538, se erige para una rama de la casa de Borbón de la que la Grande Mademoiselle, será luego heredera (Casa de Montpensier), el condado de Montpensier en ducado de Montpensier, integrando el delfinado de Auvernia.[22] El uso de la corte hace que se llame entonces, al hijo primogénito del duque de Montpensier, Monsieur le prince-dauphin.[23]
- Monsieur le Comte
  - En 1589, el Conde de Soissons, primo de Enrique IV y medio hermano del Príncipe de Condé, utilizó este apelativo para distinguirse del resto de la nobleza. Fue utilizado únicamente por este. (Ver categoría.)
- Madame la Comtesse
  - Esposa de Monsieur le Comte.